# Buenos Aires Económico
Buenos Aires Económico (BAE) es un diario matutino argentino de economía y negocios fundado en 1997. Durante el año 2002 y 2007, recibía el nombre de Infobae Diario y era de información general. Es propiedad del Grupo Crónica, que edita el matutino del mismo nombre.

## Historia
BAE fue fundado en 1998 por el consultor de imagen y comunicación Armando Torres. Su idea era competir con otros diarios como El Cronista o Ámbito Financiero. Por las bajas ventas, el periodista Daniel Hadad y Sergio Szpolski lo compraron a fines de 2001. Un año más tarde, Szpolski cedió sus acciones en el matutino a Hadad. Desde entonces, el periódico cambió su nombre a Infobae Diario y se hizo de interés general. También se creó el portal de noticias Infobae.com. Estos emprendimientos fueron la base del Grupo Infobae.
El sitio web era muy visitado, pero la edición impresa seguía vendiéndose poco. Por eso, en 2007, Hadad decidió mantener sólo la versión digital, puso en venta el periódico impreso y le restauró el nombre BAE. En abril de ese mismo año, el empresario Sergio Szpolski compró el matutino y lo integró a su multimedios.
El 4 de noviembre de 2010, Szpolski vendió el matutino a la empresa de Raúl Olmos, que también posee el diario Crónica. Olmos también es gerenciador de la empresa Forjar Salud, obra social del sindicato Unión Obrera Metalúrgica (UOM).
Tras ser vendido al Grupo Olmos, el periódico adoptó como lema "Hacia un Capitalismo Nacional".

## Secciones
El diario cuenta con las siguientes secciones:
- Director Periodístico Gabriela Granata
- Economía, por Ariel Maciel
- Política, por Gabriel Buttazzoni
- Negocios, por Gustavo Grimaldi
- Mundo, por Héctor Medina
- Espectáculo, por Leonardo D'Espósito
- Jefa de Arte, Viviana López